# Hemlebenia
Hemlebenia es un género de foraminífero bentónico de la subfamilia Pseudogaudryininae, de la familia Pseudogaudryinidae, de la superfamilia Textularioidea, del suborden Textulariina y del orden Textulariida. Su especie tipo es Hemlebinia aptiensis. Su rango cronoestratigráfico abarca el Aptiense (Cretácico inferior).

## Clasificación
Hemlebeniaincluye a las siguientes especies:
- Hemlebenia aptiensis